# Boeing E-4
Pour les articles homonymes, voir E-4.
Le Boeing E-4B NOAC (National Operations Airborne Center), auparavant appelé NEACP pour National Emergency Airborne Command Post, est l'avion de l'US Air Force chargé de transporter le Président des États-Unis pendant les situations d'urgence, et plus précisément en cas de guerre nucléaire.
Les quatre E-4 dépendent du 1st Airborne Command & Control Squadron (en), 55th Wing (en) et sont basés à Offutt dans le Nebraska.

## Caractéristiques

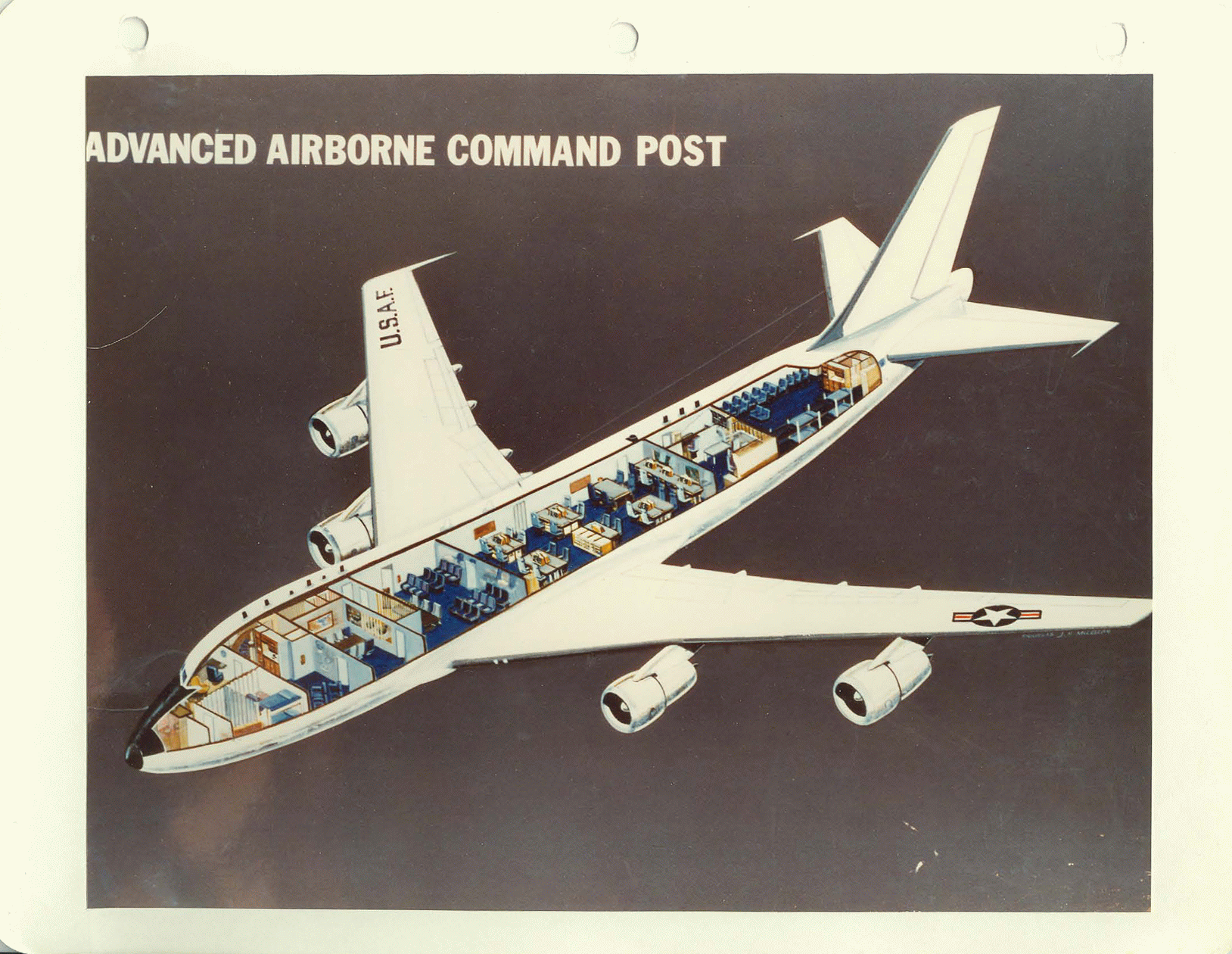
Dessin de la configuration initiale des E-4 en 1976,

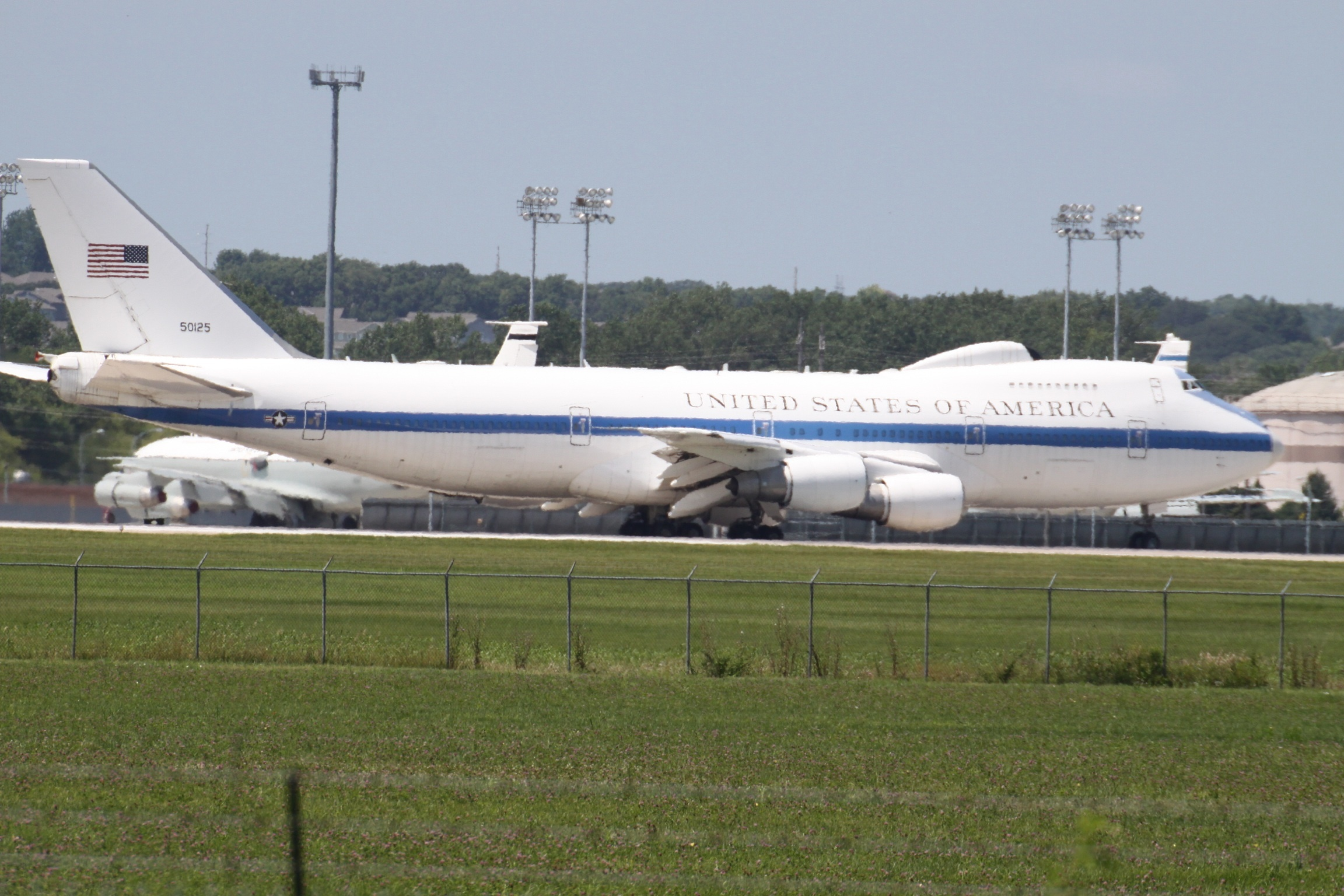
Un Boeing E-4, à la base aérienne d'Offurt.

Il est construit sur la base d'une cellule de Boeing 747-200. La première version, appelée E-4A , a effectué son premier vol le 13 juin 1973. Elle est construite à 3 exemplaires et mise en service à partir de décembre 1974, le premier appareil était motorisé par quatre Pratt & Whitney JT9D, le troisième pris en compte le 1er novembre 1975 par l'USAF. par des General Electric CF6-50E tandis qu'un quatrième avion est livré en janvier 1980 directement au standard E-4B également avec ces réacteurs. Les autres appareils seront tous convertis à ce standard et livrés entre juillet 1983 et le 30 janvier 1985. En 2000, leurs moteurs sont tous des GE F103-102 (code militaire pour des GE CF6-E2).
Le NEACP dispose des meilleurs systèmes de communication. Outre les liaisons radios et satellites classiques, il possède un système de communication VLF (très basse fréquence) pour contacter les sous-marins en plongée, et un système de communication utilisant des ondes qui se répercutent sur les météorites proches de la Terre[réf. nécessaire] (les satellites pourraient être détruits en cas de guerre généralisée) dans le cadre du Post-Attack Command and Control System.Leurs numéro d'identification dans l'USAF est 73-1676, 73-1677, 74-0787 et 75-0125 
L'avion est aussi surprenant par son rayon d'action puisqu'il emporte suffisamment de vivres pour nourrir son équipage de plus 112 membres durant une semaine, tandis qu'il peut être ravitaillé en carburant en vol par un avion ravitailleur.

## Utilisation

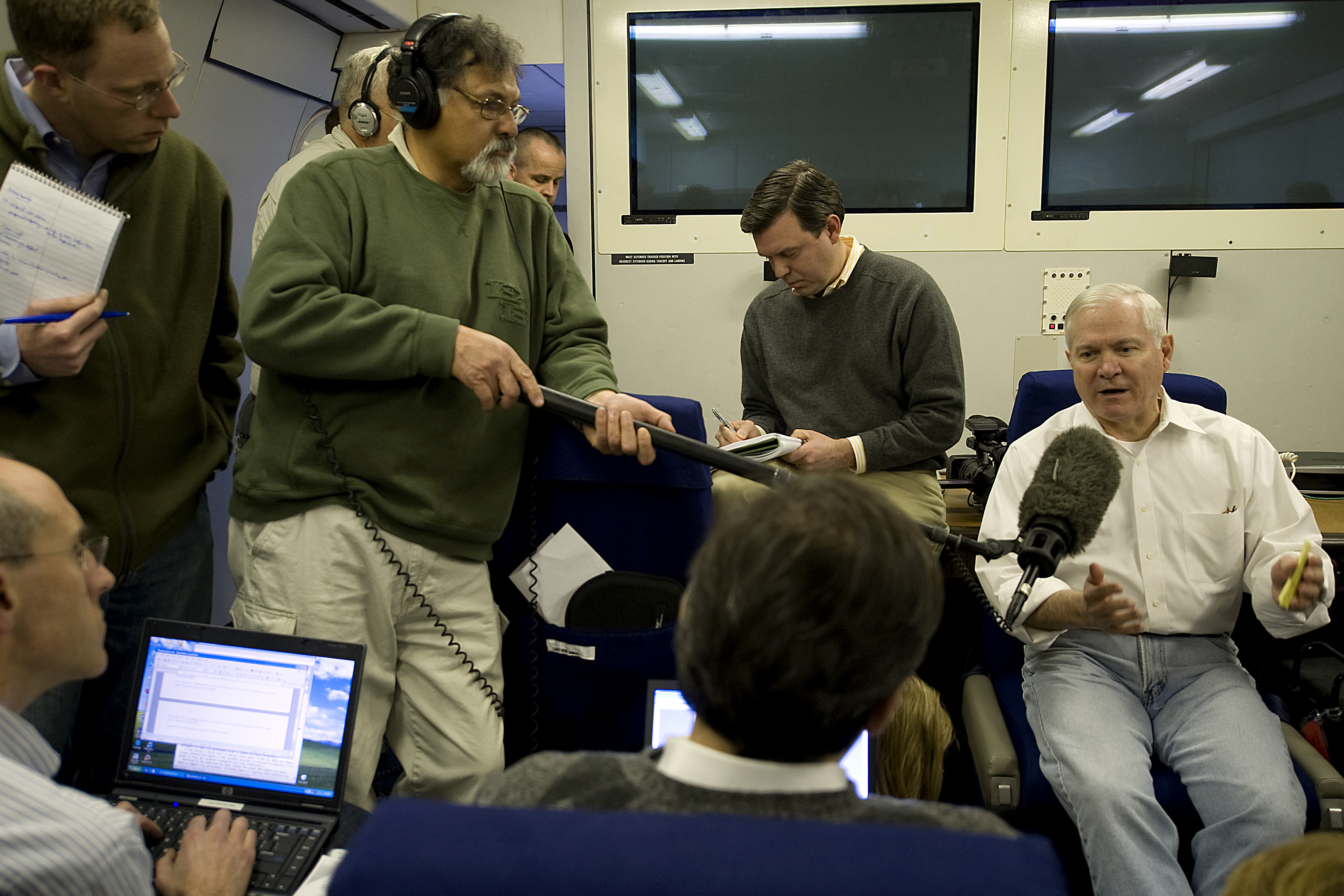
Robert Gates, secrétaire américain à la défense en conférence de presse à bord d'un Boeing E-4B en 2010.

De leur première mission opérationnelle en mars 1980 jusqu'à la fin de la guerre froide, les E-4B étaient dispersés à travers les États-Unis pour qu'un appareil soit toujours disponible partout. L'un stationnait sur la base aérienne d'Andrews près de Washington D.C. pour évacuer le Président en cas d'attaque surprise. Ce rôle est aujourd'hui confié au Boeing VC-25A, plus connu comme Air Force One. Au moins un autre appareil était basé à Offutt, quartier-général du Strategic Air Command, qui avait la charge de l'avion.
Le NEACP n'a encore jamais été utilisé pour son rôle premier, et pour rentabiliser ses quatre appareils, l'US Air Force les emploie pour soutenir la FEMA, l'agence fédérale des situations d'urgence, lors de catastrophes naturelles, et pour transporter le secrétaire à la Défense lors de ses déplacements.
Durant la guerre froide, un avion suivait également tous les déplacements à l'étranger du Président car le E-4B est beaucoup mieux équipé qu'Air Force One.
Aujourd'hui, tous les appareils sont basés à Offutt, sous l'autorité administrative et logistique de l'Air Combat Command et l'autorité opérationnelle du US Strategic Command.
Leur maintenance s'effectue jusqu'en mai 2014 à l'usine Boeing de Wichita et depuis à l'usine Boeing de San Antonio.
La durée de vie d'un E-4B est estimé à 115 000 heures de vol et 30 000 cycles (décollage, vol, atterrissage). On s'attend à ce que cette limite soit atteinte en 2039.
En octobre 2020, l'USAF espère que les études pour leur remplacement commenceront en 2021 pour une mise en service en 2025. Finalement, le 1er décembre 2023, Boeing annonce qu'il est disqualifié pour ce programme nommé SAOC (Survivable Airborne Operations Center) qui doit débuter en 2024. Le 26 avril 2024, l’US Air Force indique qu’elle attribuerait ce contrat à Sierra Nevada Corp. Le coût pourrait atteindre 13 milliards de dollars. Pour le moment, une enveloppe initiale de 59 millions de dollars sera débloquée pour financer les travaux préliminaires de recherche et de développement. Le successeur de l’E-4B sera également un avion commercial modifié. Aucun modèle n’a été précisé pour le moment. D’après Aviation Week, l’US Air Force aurait l’intention d’acquérir entre huit et dix exemplaires.

## Surnoms
Le surnom courant de l'appareil est kneecap (rotule en français), déformation de NEACP, difficile à prononcer pour les anglophones.
Un autre surnom donné par les militaires est Doomsday Plane, l'avion du jugement dernier, du fait que si l'avion était utilisé pour son rôle prévu à l'origine, ce serait en cas de guerre nucléaire.